# Bouvierův hrozen

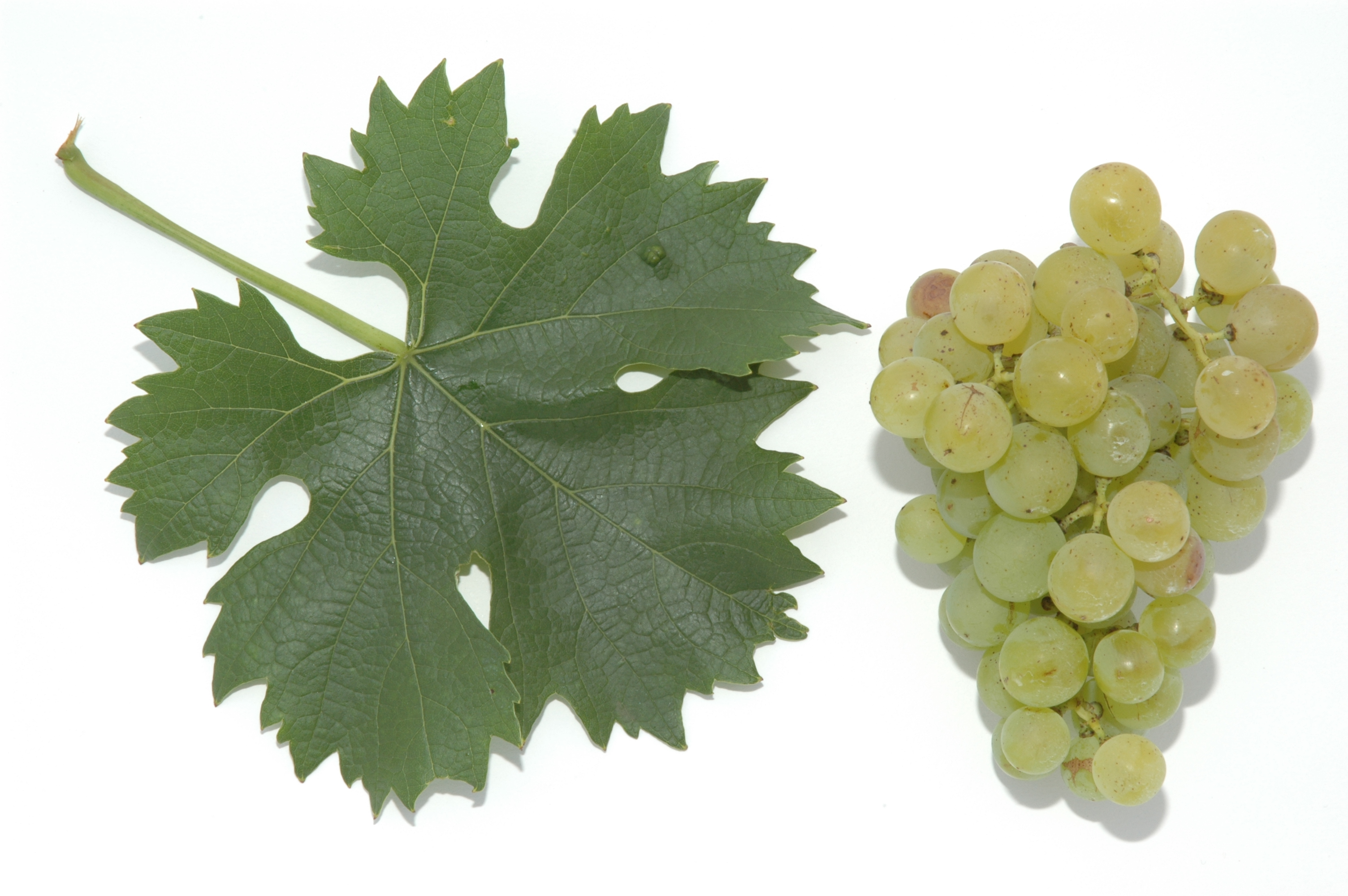
plod a list

Bouvierův hrozen (zkratka BH, mezinárodně užívaný název Bouvier, výslovnost [buvié]) je stolní a moštová odrůda révy vinné (Vitis vinifera), která vznikla pravděpodobně spontánním křížením odrůd Rulandské bílé a Sylvánské zelené.

## Popis
Bouvierův hrozen, odrůda révy vinné (Vitis vinifera) je jednodomá dřevitá pnoucí liána, dorůstající v kultuře až několika metrů. Kmen tloušťky až několik centimetrů je pokryt světlou borkou, která se loupe v pruzích. Úponky révy jsou dlouhé, umožňují této rostlině pnout se po pevných předmětech. Růst je bujný, s polovzpřímenými letorosty. Vrcholky letorostů jsou středně silně pigmentované antokyaniny, středně silně bíle vlnatě ochmýřené. Internodia a nodia jsou zelená, červeně pruhovaná, bez ochmýření, pupeny jsou slabě až průměrně pigmentované antokyaniny. Mladé lístky jsou zelené s bronzovými skvrnami, takřka bez antokyaninové pigmentace, poměrně silně bíle vlnatě ochmýřené. Jednoleté réví je eliptického průřezu, žlutavě hnědé, rýhované, poměrně tenké.
List je středně velký až velký, okrouhlý, hluboce síťovitě vrásčitý, průměrně puchýřnatý, miskovitě prohnutý. Čepel je širší než delší, pětilaločnatá s hlubokými, lyrovitými výkroji s oblým dnem. Rub listu je plstnatý. Řapíkový výkroj je lyrovitý, uzavřený, s úzkým průsvitem a zaostřením u báze řapíku. Řapík je středně dlouhý, stejně dlouhý, jako medián listu, načervenalý, žilnatina listu je takřka bez antokyaninové pigmentace.
Oboupohlavní pětičetné květy v hroznovitých květenstvích jsou žlutozelené, samosprašné. Plodem je středně velká (14-16 mm), kulatá bobule zelené či žlutozelené barvy, na osluněné straně žlutá, zralá někdy též hnědě skvrnitá. Slupka je středně silná, slabě ojíněná. Dužina je pevná a masitá, nezbarvená, chuti sladké, jemně aromatické, mírně muškátové, s poměrně malými semeny. Bobule jsou nejednotné velikosti, stopečky jsou krátké, lehce oddělitelné. Hrozen je malý, průměrně 100 mm dlouhý, o hmotnosti 60-70 g, řidší až středně hustý, válcovitého tvaru, zřídka má u základu křidélko. Stopka je krátká a silnější, slabě lignifikovaná.

## Původ a rozšíření
Bouvierův hrozen, moštová a stolní odrůda vinné révy (Vitis vinifera), je dle doc. Josefa Blahy (1961) pravděpodobně náhodný kříženec odrůd Rulandské bílé a Sylvánské zelené. Místo původu odrůdy je nejisté, Pierre Galet uvádí, že pochází z francouzsky mluvících švýcarských kantonů. Podle pramenů z bývalé Jugoslávie jde o semenáček z okolí obce Gornja Radgona, který rozšířili francouzští křižáci na srbsko-rakouských hranicích. Odrůda byla každopádně (znovu)objevena roku 1900 Clotarem Bouvierem, bankéřem a vlastníkem usedlosti v dnes slovinském městě Hercegovščak u města Gornja Radgona, ve vinohradu mezi jinými odrůdami a dále selektována.
Odrůda byla často používána při šlechtění nových odrůd, je jedním z rodičů mj. odrůd Bianca, Edelsteiner, Oremus, Romeo, Zenit a Zeusz.
V současnosti se odrůda pěstuje ve Slovinsku, Chorvatsku, v Rakousku (v oblasti Burgenland na 365 hektarech roku 1999, tvořila zde 0,75 % plochy vinic), v Německu (roku 2004 na ploše 31 ha), dále v Maďarsku, na Slovensku (roku 2007 na 6,9 ha, tedy na 0,05% plochy vinic, odrůda je zde zaregistrována od roku 1952). Celková plocha vinic s touto odrůdou je odhadována na 500 hektarů.
Ve Státní odrůdové knize České republiky není odrůda zapsána. Vinařský zákon povoloval u nás z této odrůdy vyrábět víno v kategorii zemských vín až do roku 2010, nicméně ve vyhlášce č. 323/2004 Sb. po novele vyhláškou č. 28/2010 Sb. již mezi odrůdami, ze kterých je dovoleno vyrábět zemská vína, není uvedena. V ČR je pěstována pouze velmi vzácně, například na Znojemsku.

## Název
Název Bouvier nese odrůda na počest Clotara Bouviera, bankéře a vlastníka usedlosti v dnes slovinském městě Hercegovščak (dříve Herzogenberg) u města Gornja Radgona (dříve Oberradkersburg), kde ji roku 1900 objevil ve svém vinohradě mezi jinými odrůdami. Další používaná synonyma této odrůdy jsou : Бувье (Rusko), Bela Ranina, B. Ranka, Bouvier (katalog VIVC), B. Précoce, B. Traube Weisse, Bouvierova ranina (Chorvatsko), Bouvierovo, Bouvierrebe, Bovije, Buvie, Buvije, Buvijeova Ranka, Chasselas Bouvier, Findling (Chile, Německo), Kimmig KP 1, Précoce di Bouvier Bianco (Itálie), Précoce de Bouvier Blanc (Francie), Radgonska Ranina (Slovinsko), Ranina Bela, Ranka, Sasla Buvije

## Pěstování
Nároky na polohu má odrůda malé, lze ji pěstovat i v horších lokalitách a v okrajových vinařských oblastech. Vhodným pěstitelským tvarem je střední vedení. Vyhovuje jí řez na krátké i dlouhé plodné dřevo, doporučené podnože jsou SO-4, Cr 2, K 5BB. Doporučené zatížení je 6-8 oček na m². Plodnost je nižší, výnosy jsou kolísavé a pohybují se v rozmezí 6-8 t.ha-1. Kvalita hroznů bývá velmi dobrá, cukernatost moštu je obvykle 19-23 °NM. Obsah kyselin je nižší, 6-7,5 g/l.

### Fenologie
Středně pozdní odrůda má středně bujný růst, raší i kvete středně raně, hrozny začínají zrát začátkem srpna, sklizeň začíná koncem srpna až v polovině září. Hrozny je však možno ponechat na keřích i déle.

### Choroby a škůdci
Proti houbovým chorobám má pouze střední odolnost, náchylná je k chloróze a k napadení Botrytis cinerea, dobře odolává hnilobě a zimním mrazům.

### Půdy
Na půdu je odrůda též nenáročná, lépe se jí daří v hlubších půdách, pokud jsou lehčí a dobře propustné. Dobře snáší i suché lokality.

## Charakteristika vína
Při sklizni je velmi důležité sledovat obsah kyselin. Při zpracování je vhodné použít reduktivní technologii, která zvýrazní aroma vína a ponechá svěží kyselinku. Není vhodné zrání odrůdových vín v sudech.
Typové odrůdové víno je jemně aromatické, s nižším obsahem kyselin a proto má tendenci rychle stárnout. Barva je žlutá až zlatožlutá, podle vyzrálosti. Vůně muškátová až grapefruitově muškátová. Chuť je středně plná až (v přívlastkových stupních) plná, svěží nebo zrale široká. Víno je aromatické, běžné stolní víno však nevyniká plností a může být chuťově mdlé. Odrůda má schopnost vysoké tvorby cukrů, což umožňuje v lepších ročnících výrobu alkoholických, jemně muškátových a kořenitých vín pozdního sběru. Nesmí však ztratit kyseliny, neboť by se stalo fádním. I když jsou vína z běžných ročníků chuťově trochu mdlá, pro vysoký obsah alkoholu a neutrální chuť jsou vhodná ke scelování s jinými víny.
V rakouském Burgenlandu se Bouvier používá hlavně pro přívlastková vína vyšších tříd (i ledová). Na druhé straně je odrůda vhodná k výrobě burčáku, v Rakousku nazývaného "Sturm". Odrůda je vhodná též jako stolní hrozen.
Vhodnost k archivaci : Odrůda je vhodná pro výrobu burčáku a mladých, svěžích vín. Jen výjimečně u vyšších přívlastkových kategorií se hodí k archivaci po dobu 1–2 let.

### Stolování
Svěží, mladé víno je vhodné k předkrmům s výraznou chutí. Plné, přívlastkové a muškátové víno podáváme k dezertům.

### Multimédia
- Ing. Radek Sotolář : Multimediální atlas podnožových, moštových a stolních odrůd révy, Mendelova zemědělská a lesnická universita Brno, zahradnická fakulta v Lednici
- Martin Šimek : Encyklopédie všemožnejch odrůd révy vinné z celýho světa s přihlédnutím k těm, co již ouplně vymizely, 2008-2012